# Erik og Kriss
Erik og Kriss è un duo musicale norvegese formatosi nel 2002. È costituito dai musicisti Erik Mortvedt e Kristoffer Tømmerbakke.

## Storia del gruppo
Gull og grønne skoger (2007), primo album in studio del duo, ha esordito al 29º posto della VG-lista. Verden vil bedras (2008) si è fermato alla 24ª posizione della classifica.
Tabu (2009) ha fatto l'entrata nella graduatoria al 17º posto, mentre Back to Business (2011) ha raggiunto la 5ª posizione; quest'ultimo contiene Ølbriller, candidata per lo Spellemannprisen alla hit dell'anno. Fem (2013), invece, è arrivato al 21º posto.
Hanno ricevuto l'MTV Europe Music Award al miglior artista norvegese.

## Formazione
- Erik Mortvedt
- Kristoffer Tømmerbakke

## Discografia

### Album in studio
- 2007 – Gull og grønne skoger
- 2008 – Verden vil bedras
- 2009 – Tabu
- 2011 – Back to Business
- 2013 – Fem
- 2014 – Halvfullt
- 2020 – Fasade

### EP
- 2015 – Badboy: Steroid

### Singoli
- 2007 – Dra tilbake
- 2008 – Ut mot havet
- 2008 – Det e'kke meg det er deg
- 2008 – Porno
- 2009 – Svigermors drøm
- 2009 – Rundt fingern
- 2009 – Hverdagshelt
- 2010 – Lighter
- 2012 – Frostrøyk
- 2013 – Puls
- 2015 – Ut på gulvet (feat. Tokyo Diiva)
- 2015 – Hvis du vil ha meg
- 2016 – Pusterom (feat. Katastrofe & Moi)
- 2016 – Superhelt (feat. Serlina)
- 2017 – Det er alle de små tingene som gjør livet stort
- 2017 – Leker deilig (feat. Elly Ekko)
- 2018 – Skuffe meg
- 2018 – Lystgass
- 2018 – Stay
- 2020 – Fasade Del 1
- 2020 – Fasade Del 2
- 2020 – Fasade Del 3
- 2021 – Slipp meg fri
- 2021 – Jul for meg (con Sølvguttene)
- 2022 – Håper du får en fin dag
- 2022 – Ensom (con Archer)
- 2022 – Kursiv (con Den BB)
- 2022 – Jeg fortjener en øl (con Staysman)
- 2022 – Jeg fortjener en gløgg (con Staysman)
- 2023 – Peter Pan (con Vidar Villa)
- 2024 – Lighter 2.0 (con Morgan Sulele e Alexandra Joner)